# 有川光誠
有川 光誠（ありかわ こうせい、1974年2月27日 - ）は、宮崎県出身の日本の柔道家。現役時代は86kg級及び90kg級の選手。身長は174cm。得意技は背負投。

## 人物
宮崎日大高校3年の時にはインターハイの軽中量級で決勝まで進むが、後にアトランタオリンピック71kg級で金メダルを獲得することになる東海大第五高校3年の中村兼三に判定で敗れた。
1992年には日本大学へ進学した。なお、大学の1年後輩には後にシドニーオリンピックの81kg級で金メダルを獲得することになる瀧本誠がいた。3年の時には優勝大会で3位となった。4年の時には階級をそれまでの78kg級から86kg級に上げると、正力杯で優勝を飾った。優勝大会では準決勝で天理大学と対戦すると、学生柔道界のエースである95kg超級の真喜志慶治を背負投で破る金星を挙げてチームの決勝進出の原動力となった。決勝では東海大学と対戦して95kg超級の上水研一朗と引き分けるも、1年生の高森啓吾が相手エースの窪田茂に内股で敗れてチームは2位に終わった。
1996年には綜合警備保障の所属となると、体重別で3位になった。アジア柔道選手権では2回戦でアトランタオリンピック金メダリストである韓国の全己盈に得意の背負投で一本勝ちするも、決勝ではアトランタオリンピック銀メダリストであるウズベキスタンのアルメン・バグダサロフの変形組み手に対応できず合技で敗れて2位にとどまった。1997年には体重別で再び3位となるが、アジア柔道選手権では前年に続いて2位に終わった。1999年には実業個人選手権で2位になると、講道館杯でも2位となった。2000年の体重別では3位だった。その後は了徳寺学園の職員に転じた。引退後は居酒屋の「一本気」を開業した。2019年からは高鍋警察少年柔道クラブで指導することになった。

## 主な戦績
- 1991年 -　インターハイ　軽中量級　2位

86kg級での戦績
- 1994年 -　優勝大会　3位
- 1995年　- 正力杯　優勝
- 1995年 -　優勝大会　2位
- 1996年 -　体重別　3位
- 1996年　- アジア柔道選手権　2位
- 1997年 -　体重別　3位
- 1997年　- アジア柔道選手権　2位

90kg級での戦績
- 1999年　- 実業個人選手権　2位
- 1999年 -　講道館杯　2位
- 2000年　- 体重別　3位

(出典、JudoInside.com)。